# Chäserrugg
Le Chäserrugg est une montagne située sur le territoire de la commune de Alt Sankt Johann dans le canton de Saint-Gall, en Suisse. Son sommet s’élève à une altitude de 2 260 mètres. Il fait partie du massif des sept Churfirsten.

## Transports
Le Chäserrugg est relié par le funiculaire appelée Iltiosbahn qui part du village d'Unterwasser jusqu'à Iltios, relayé par le téléphérique Iltios–Chäserrugg. À sa station alpine se trouve un restaurant de montagne.
En hiver une piste skiable accessible par une remontée mécanique est aménagée sur le flanc de la montagne ; descendant par le lieu-dit Stöfeli jusqu’à Iltios, elle fait partie du domaine skiable du haut Toggenburg.